# Johnny Weissmuller
Pour les articles homonymes, voir Johnny.
Johnny Weissmuller, né János Péter Weissmüller le 2 juin 1904 à Freidorf (en) en Autriche-Hongrie et mort le 20 janvier 1984 à Acapulco au Mexique, est un nageur olympique américain, cinq fois médaillé d'or aux Jeux olympiques et longtemps recordman du 100 m nage libre, ainsi qu'un acteur de cinéma, célèbre pour avoir incarné le personnage de Tarzan à douze reprises durant les années 1930 et 1940.

## Biographie
Johann Peter Weißmüller (en hongrois : Fehérmolnár, János Péter) naît en 1904 à Freidorf (en) (en hongrois : Szabadfalu), village germanophone du Banat hongrois. Les habitants de ce village austro-hongrois (devenu roumain en 1918 et formant aujourd'hui un quartier de la ville de Timișoara) sont d'origine alsacienne. Johann Peter est le fils de Peter Weißmüller et d'Elisabeth Kersch qui émigrent aux États-Unis en janvier 1905, quand l'enfant a sept mois.
Le père, Peter, devient mineur à Windber, en Pennsylvanie. C'est là que, le 3 septembre 1905, naît son plus jeune fils Peter Jr. qui est donc américain de naissance, alors que le reste de la famille (qui déménage à Chicago où le père est embauché dans une fabrique de bière) devient apatride lors de la dislocation de l'Autriche-Hongrie en 1918.
À l'âge de neuf ans, Johnny Weissmüller contracte la poliomyélite. Son médecin lui suggère de pratiquer la natation pour lutter contre la maladie, sport dans lequel il ne tarde pas à exceller.

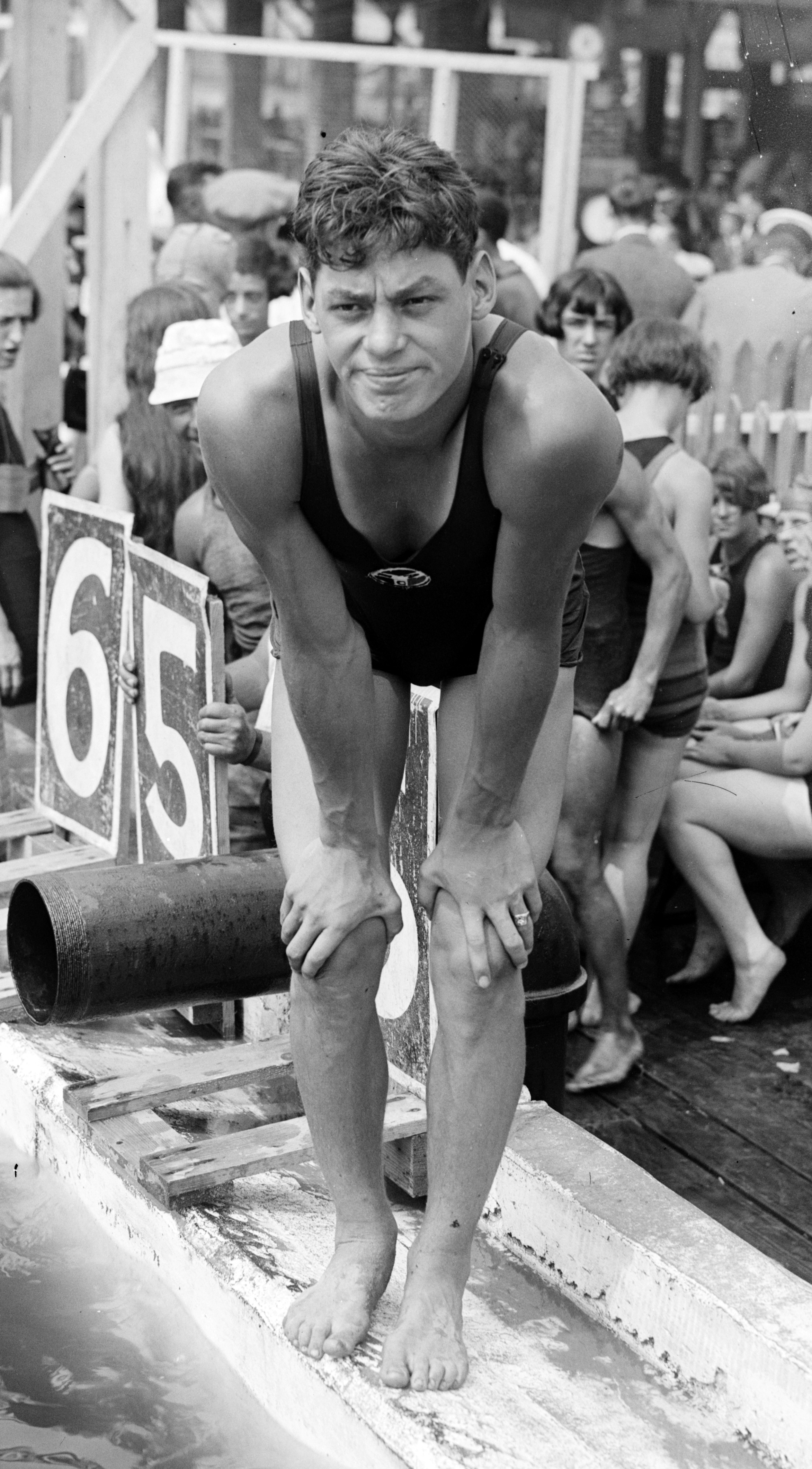
Johnny Weissmuller en 1924.

Afin de pouvoir participer aux Jeux olympiques de Paris 1924, Johnny Weissmüller, parce que les apatrides ne peuvent concourir aux Jeux, se fait passer pour son frère cadet Peter. Après ses succès olympiques, la nationalité américaine lui est reconnue et il reprend sa propre identité,.

### Carrière sportive

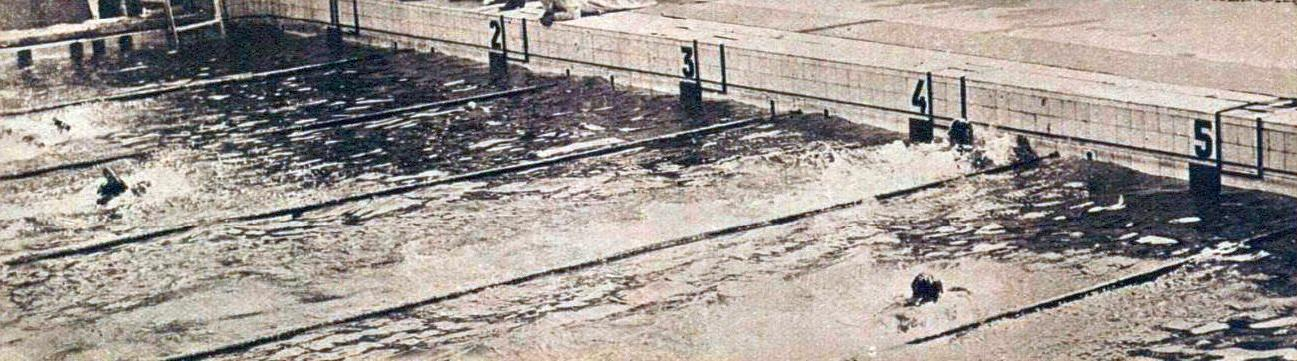
Arrivée du 100 mètres nage libre aux JO de 1924 (Weissmuller ligne 4, son second ligne 5).

Johnny Weismuller est entraîné par William Bachrach.
Il est le premier homme à passer au-dessous de la minute au 100 mètres nage libre, le 9 juillet 1922, avec un temps de 58 s 6. Une des particularités de Johnny Weissmuller est de nager le crawl avec la tête hors de l'eau, technique utilisée dans le water-polo.
Aux Jeux olympiques de 1924 à Paris, il prive Duke Kahanamoku d'un troisième titre consécutif sur le 100 m nage libre. En trois jours, du 18 au 20 juillet, il s'octroie quatre médailles, l'or sur 100 mètres, 400 mètres nage libre devant ses grands rivaux Arne Borg et Andrew Charlton, au relais 4 × 200 mètres, et une médaille de bronze en water-polo (il occupe le poste d'avant-centre). Il réussit à conserver son titre du 100 m nage libre, quatre ans plus tard aux Jeux Olympiques à Amsterdam. En deux Jeux olympiques, il obtient cinq médailles d'or et une en bronze.

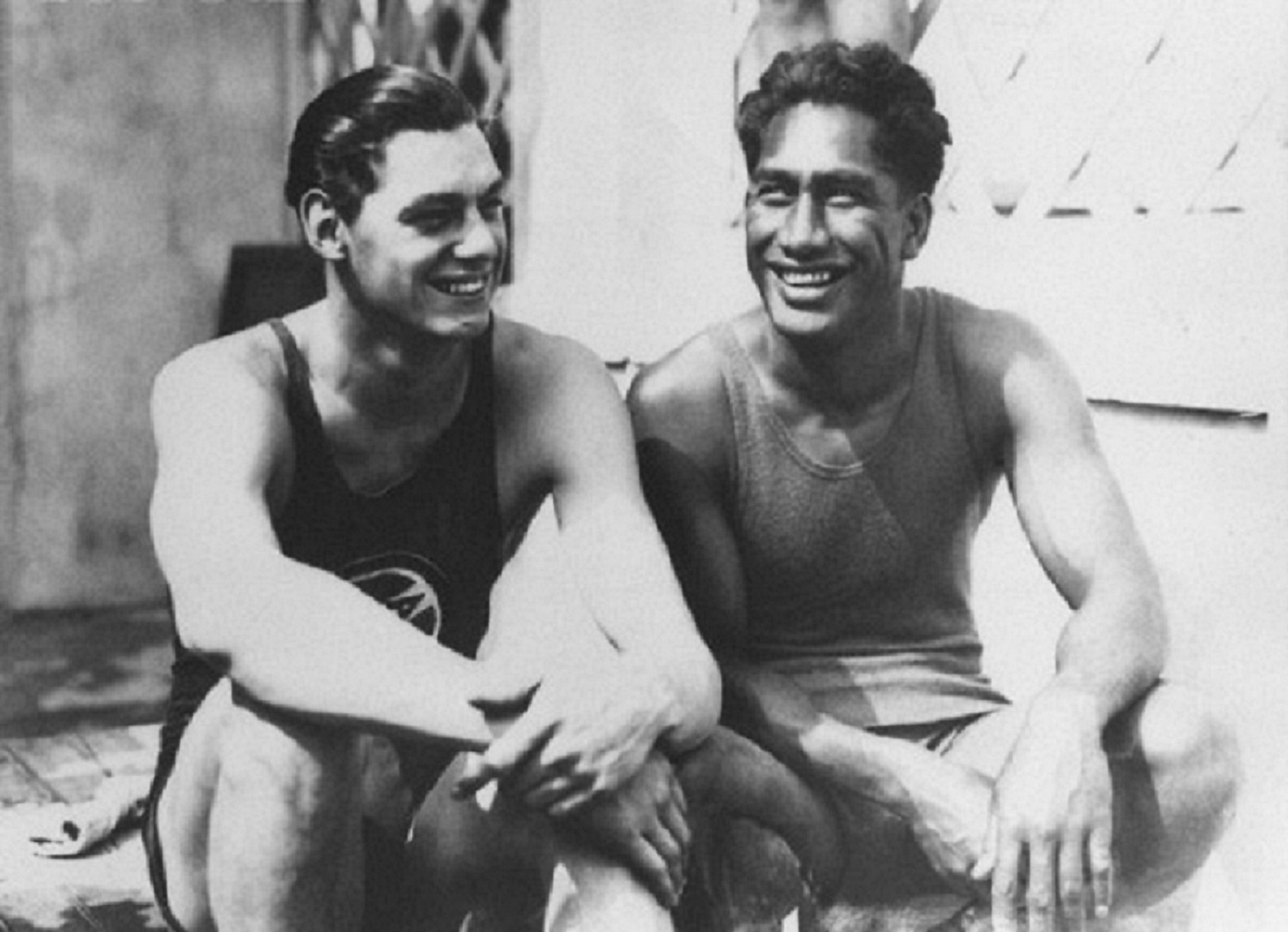
Johnny Weismuller et Duke Kahanamoku

Au total, Johnny Weissmuller remporte cinquante-deux titres de champion des États-Unis et établit vingt-huit records du monde. La longévité de certains de ses records témoigne à long terme de ses dispositions athlétiques exceptionnelles. Il demeure le seul quintuple médaillé d'or de natation jusqu'en 1972, année où Mark Spitz s'illustre aux Jeux olympiques en remportant sept médailles d'or et autant de records du monde,.
Le record du monde établi en 1927 par Johnny Weissmuller, sur le 100 yards nage libre, subsiste durant dix-sept ans, celui du 100 m nage libre, qu'il abaisse à 57 s 4 le 17 février 1924, n'est battu qu'en 1934. Une légende soutient qu'il n'aurait jamais perdu la moindre course au cours de sa carrière amateur.

#### Palmarès
- Jeux olympiques
  -  Médaille d'or au 100 m nage libre lors des Jeux olympiques d'été de 1924[14],[15]
  -  Médaille d'or au 400 mètres nage libre lors des Jeux olympiques d'été de 1924[16],[17]
  -  Médaille d'or au relais 4 × 200 m nage libre lors des Jeux olympiques d'été de 1924[18],[19]
  -  Médaille d'or au 100 m nage libre lors des Jeux olympiques d'été de 1928[20],[21],[22]
  -  Médaille d'or au relais 4 × 200 m nage libre lors des Jeux olympiques d'été de 1928[23],[24]
  -  Médaille de bronze de water-polo lors des Jeux olympiques d'été de 1924[25],[26]

### Carrière cinématographique

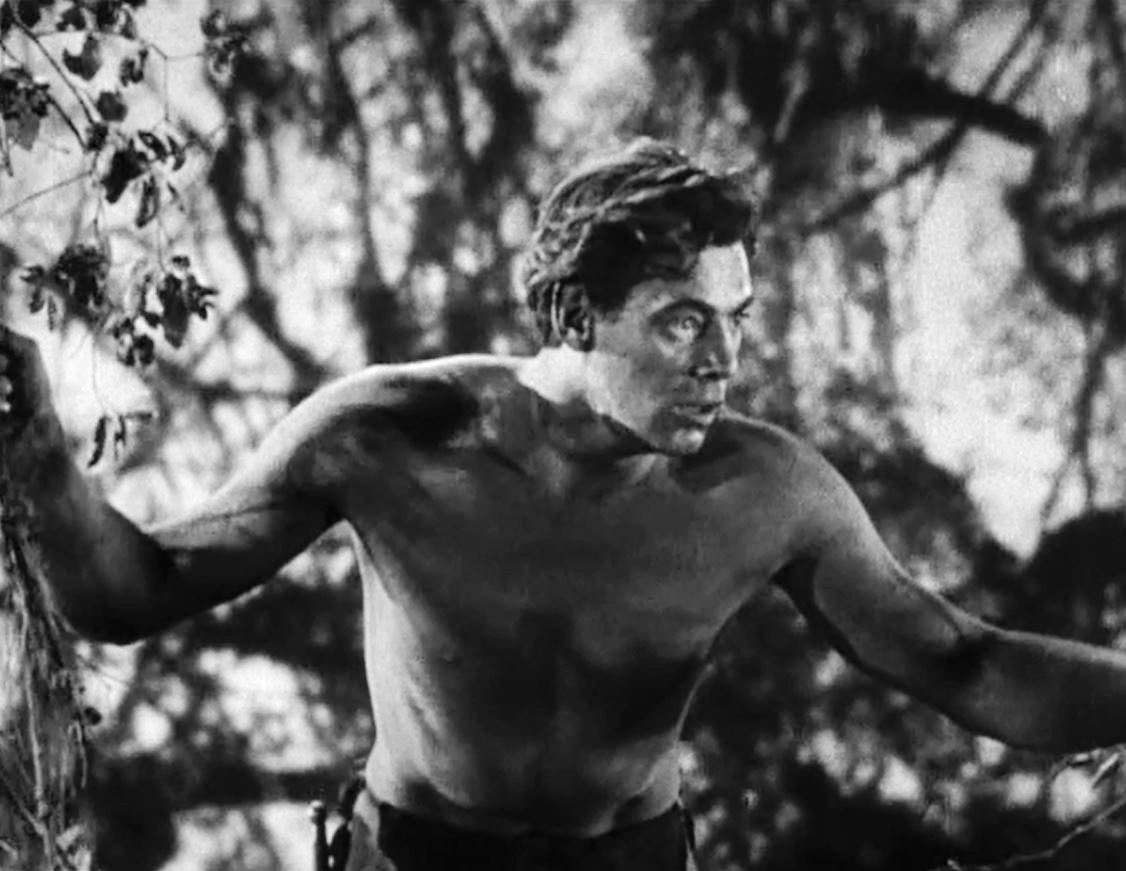
Johnny Weissmuller dans la bande-annonce de Tarzan, l'homme singe (Tarzan the Ape Man) (1932).

En 1929, Johnny Weissmuller signe un contrat avec une société de marque de sous-vêtements masculins, la BVD (Bradley, Voorhees & Day) qui l'emploie comme mannequin et représentant. Johnny voyage dans le pays entier et se produit dans des spectacles de natation, distribuant des publicités pour une marque de maillot de bains, signant des autographes et participant à des programmes de radio. La même année, il fait sa première apparition dans le film Glorifying the American Girl : il y apparaît en Adonis, ne portant qu'une feuille de vigne en guise de vêtement.
En 1932, il est choisi pour incarner Tarzan, le célèbre héros créé par Edgar Rice Burroughs. Sixième Tarzan et le premier parlant à l'écran, « Son impressionnante musculature et ses talents de nageur (de nombreuses séquences subaquatiques illustrent certains Tarzan) l'ont rendu très populaire, les cinq premiers films produits par la MGM, comptant parmi les plus réussis du genre. Pour la suite, c'est sous contrat avec la RKO qu'il continue à être le « seigneur de la jungle ». » Il tient le rôle dans douze films et demeure, pour en avoir créé tous les stéréotypes (cri — ce dernier sera la plupart du temps utilisé ou imité dans les adaptations ultérieures —, langage), le Tarzan le plus célèbre de l'histoire du cinéma.
En 1948, Johnny Weissmuller n'a plus l'âge ni le physique du personnage (il a alors 44 ans et sa prise de poids est importante) ; Lex Barker de quinze ans son cadet lui succède. Weissmuller tente alors de poursuivre sa carrière, sans toutefois parvenir à changer de registre, devenant le héros d'une autre saga cinématographique, Jungle Jim. Sur une période de six ans et dans seize films (auxquels s'ajoute une série télévisée), il est le personnage, jusqu'à ce que (là encore), arrivé à la « limite d'âge physique », il ne puisse plus incarner l'aventurier.
Johnny Weissmuller a cinquante et un ans lorsque s'achève sa carrière cinématographique (il ne fera plus que deux brèves apparitions au cinéma, et ce durant les années 1970).

### L'après-Tarzan
Malgré deux millions de dollars de gains estimés pour ses films, Johnny Weissmuller accumule dettes et procès à cause de ses cinq mariages, et se retrouve vite ruiné par les nombreuses pensions alimentaires de ses ex-épouses. Devenu représentant pour une marque de piscine et sa santé s'étant fortement dégradée au fil des années, il finit sa vie interné dans un asile psychiatrique, où, paraît-il, il faisait retentir le cri de Tarzan. Johnny Weissmüller est mort d'un œdème pulmonaire, à l'âge de 79 ans.

### Vie privée

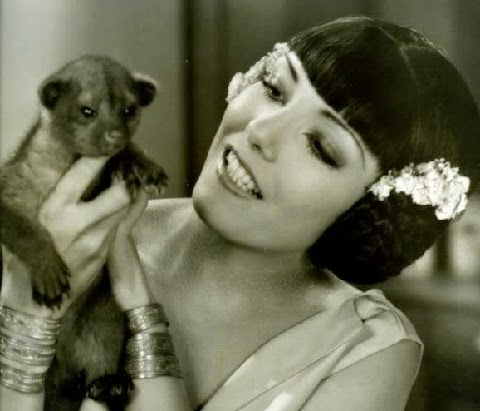
La deuxième épouse de Weissmuller, Lupe Vélez, dans East Is West (1930).

Weissmüller s'est marié cinq fois : avec la chanteuse Bobbe Arnst (de 1931 à 1933), l'actrice Lupe Vélez (de 1933 à 1938), Beryl Scott (de 1939 à 1948), Allene Gates (de 1948 à 1962) et Maria Baumann (de 1963 à sa mort en 1984).
Avec sa troisième femme, Beryl, il a trois enfants : Johnny Weissmuller, Jr. (en) (1940-2006), Wendy Anne Weissmuller (1942), et Heidi Elizabeth Weissmuller (1944-1962).

### Le «cri de Tarzan»: légendes et réalités
Il semble que ce cri caractéristique lancé par Johnny Weissmüller dans Tarzan, provienne en réalité de l'enregistrement audio d'un yodel autrichien, monté à l'envers et en accéléré.
David Wallechinsky, dans son livre Complete Book of the Olympics, raconte qu'en 1958 Johnny Weissmüller, participant à un tournoi de golf à Cuba, fut pris avec ses compagnons en otage par des combattants castristes : plein de sang-froid, il parvint à radoucir leurs ravisseurs en lançant le « cri de Tarzan ». Les combattants, parfaits connaisseurs de la culture américaine, lui lancèrent alors : « Tarzan! Welcome to Cuba! » (« Tarzan ! Bienvenue à Cuba ! »). Non seulement Weissmüller et ses compagnons ne furent pas kidnappés, mais ils furent escortés par les castristes.

## Filmographie

### Cinéma
- 1929 : Glorifying the American Girl de John W. Harkrider et Millard Webb (Adonis)
- 1931 : The Big Splash de Ray Cozine
- 1932 : Tarzan l'homme singe (Tarzan the Ape Man) de W.S. Van Dyke (Tarzan)
- 1934 : Tarzan et sa compagne (Tarzan and His Mate) de Cedric Gibbons et Jack Conway (Tarzan)

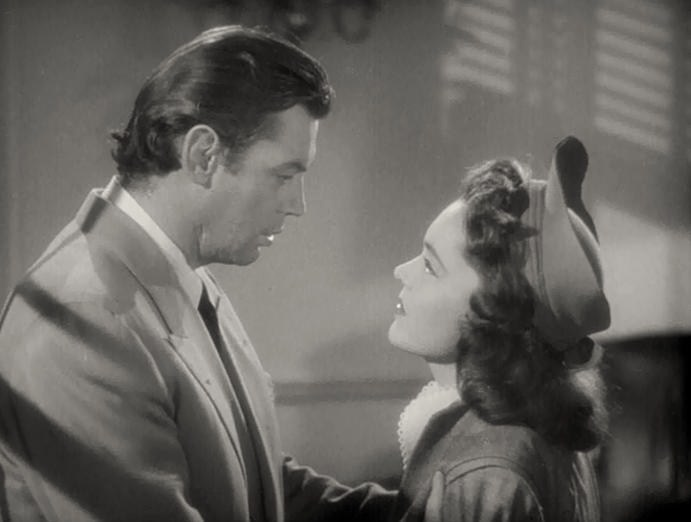
Johnny Weissmuller dans Les Aventures de Tarzan à New York (1942).

- 1936 : Tarzan s'évade (Tarzan escapes) de Richard Thorpe (Tarzan)
- 1939 : Tarzan trouve un fils (Tarzan Finds a Son !) de Richard Thorpe (Tarzan)
- 1941 : Le Trésor de Tarzan (Tarzan's Secret Treasure) de Richard Thorpe (Tarzan)
- 1942 : Les Aventures de Tarzan à New York (Tarzan's New York Adventure) de Richard Thorpe (Tarzan)
- 1943 : Le Triomphe de Tarzan (Tarzan Triumphs) de Wilhelm Thiele (Tarzan)
- 1943 : Le Cabaret des étoiles (Stage Door Canteen) de Frank Borzage
- 1943 : Le Mystère de Tarzan (Tarzan's Desert Mystery) de Wilhelm Thiele (Tarzan)
- 1945 : Tarzan et les Amazones (Tarzan and the Amazons) de Kurt Neumann (Tarzan)
- 1946 : Tarzan et la Femme léopard (Tarzan and the Leopard Woman) de Kurt Neumann (Tarzan)
- 1946 : Swamp Fire (en) de William H. Pine (Johnny Duval)
- 1947 : Tarzan et la Chasseresse (Tarzan and the Huntress) de Kurt Neumann (Tarzan)
- 1948 : Tarzan et les Sirènes (Tarzan and the Mermaids) de Robert Florey (Tarzan)
- 1948 : Le Trésor de la forêt vierge (en) (Jungle Jim) de William Berke (Jungle Jim)
- 1949 : La Tribu perdue (en) (The Lost Tribe) de William Berke (Jungle Jim)
- 1950 : Jungle Jim dans l'antre des gorilles (en) (Mark of the Gorilla) de William Berke (Jungle Jim)
- 1950 : Captive parmi les fauves / Captive de la jungle (en) (Captive Girl) de William Berke (Jungle Jim)
- 1950 : L'Île des Pygmées (en) (Pygmy Island) de William Berke (Jungle Jim)
- 1951 : La Charge sauvage (en) (Fury of the Congo) de William Berke (Jungle Jim)
- 1951 : Panique dans la jungle (en) (Jungle Manhunt) de Lew Landers (Jungle Jim)
- 1952 : La Forêt de la terreur (en) (Jungle Jim in the Forbidden Land) de Lew Landers (Jungle Jim)
- 1952 : Le Tigre sacré (en) (Voodoo Tiger) de Spencer G. Bennet (Jungle Jim)
- 1953 : Révolte dans la jungle (en) (Savage Mutiny) de ? Piel (Jungle Jim)
- 1953 : La Vallée des chasseurs de têtes (en) (Valley of Head Hunters) de William Berke (Jungle Jim)
- 1953 : Le Tueur de la jungle (en) (Killer Ape) de Spencer G. Bennet (Jungle Jim)
- 1954 : Les Aventuriers de la jungle (en) (Jungle Man-Eaters) de Lee Sholem (Jungle Jim)
- 1954 : Sous la menace des cannibales (en) (Cannibal Attack) de Lee Sholem (sous son propre nom)
- 1955 : La Déesse de la jungle maudite (Jungle Moon Men) de Lee Sholem (sous son propre nom)
- 1955 : L'Énigme de la jungle (en) (Devil Goddess) de Spencer G. Bennet (sous son propre nom)
- 1970 : The Phynx (en) de Lee H. Katzin (?)
- 1976 : Won Ton Ton, le chien qui sauva Hollywood (Won Ton Ton, the Dog Who Saved Hollywood) de Michael Winner (le machiniste)

### Télévision
- 1955 : série télé « Jungle Jim » (en).

Documentaire hommage
- 2004 : Tarzan, le seul, le vrai (The One, the Only, the Real Tarzan) de Florin Iepan

## Voix françaises
| - Jean Roche dans : (les versions redoublées de 1975) - Tarzan, l'homme singe - Tarzan et sa compagne - Tarzan s'évade - Tarzan trouve un fils - Le Trésor de Tarzan - Les Aventures de Tarzan à New York - Raymond Loyer dans : - Le Triomphe de Tarzan - Le Mystère de Tarzan - Tarzan et les Amazones - Tarzan et la femme léopard - Tarzan et la Chasseresse - Tarzan et les Sirènes | - Jacques Erwin dans : (les 1ers doublages) - Tarzan et sa compagne - Tarzan s'évade - Tarzan trouve un fils - Le Trésor de Tarzan et aussi - Jean Violette dans Les Aventures de Tarzan à New York (1er doublage) |